# Lamu (île)
Pour les articles homonymes, voir Lamu.
Lamu est une île du Kenya dans l'océan Indien. Elle est située dans l'archipel de Lamu et sa plus grande ville est Lamu.

## Description
Non loin des côtes kenyanes, quelques degrés au sud de l'équateur, l'île tropicale de Lamu fut un port de commerce où se croisaient explorateurs et marchands arabes, africains et européens. 
Quatre villages sont présents sur l'île de Lamu : 
- Lamu : capitale éponyme de l'archipel et inscrite au patrimoine mondial de l'UNESCO[1] ;
- Shela : un village à la fois traditionnel et touristique, où la mosquée monumentale côtoie les villas et hôtels de luxe ;
- Matondoni : un village portuaire où fleurit la construction navale (boutres), au milieu de la mangrove ;
- Kipungani : un petit village calme au sud-ouest de l'île.

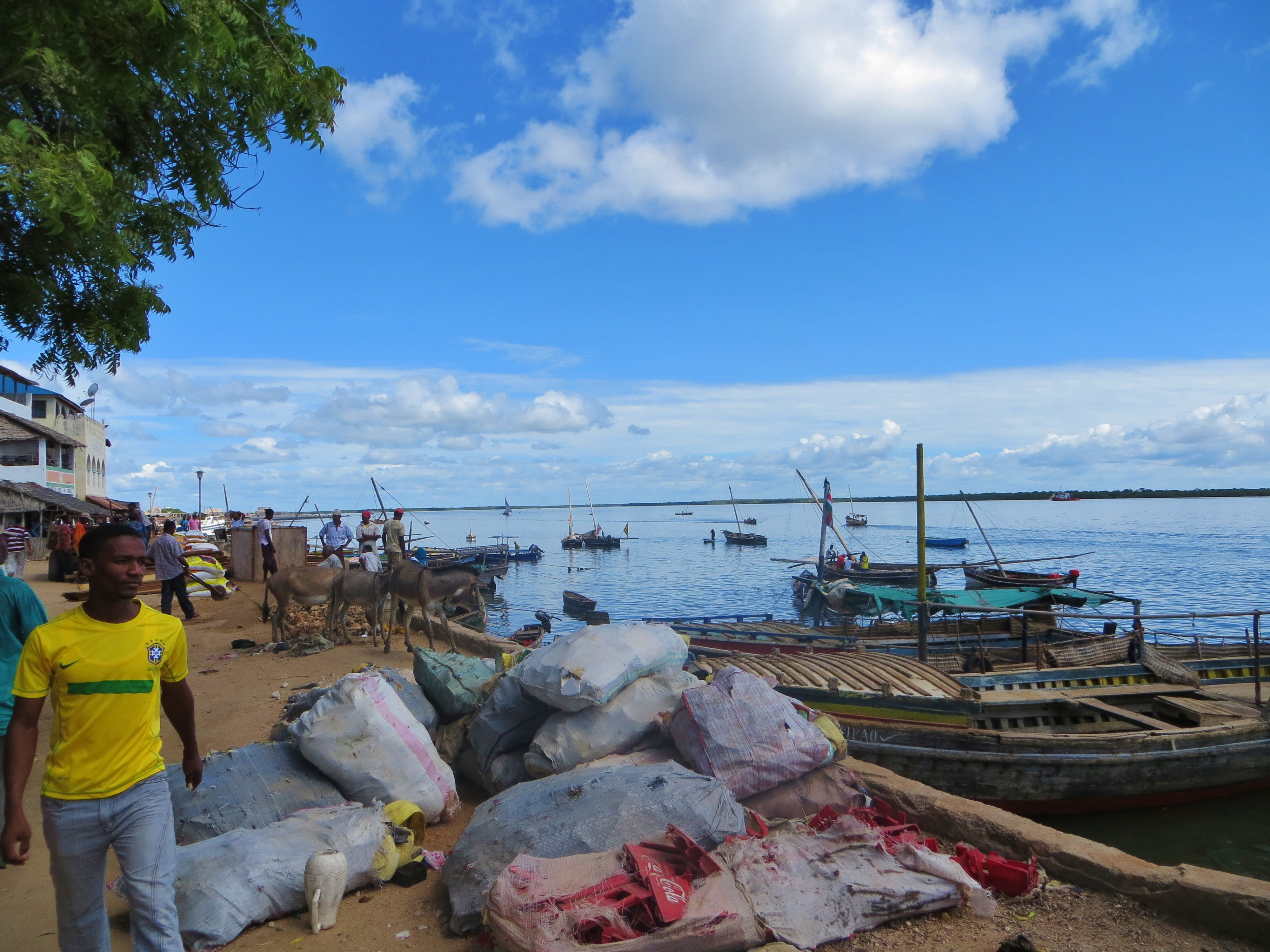
Le bord de mer de Lamu.
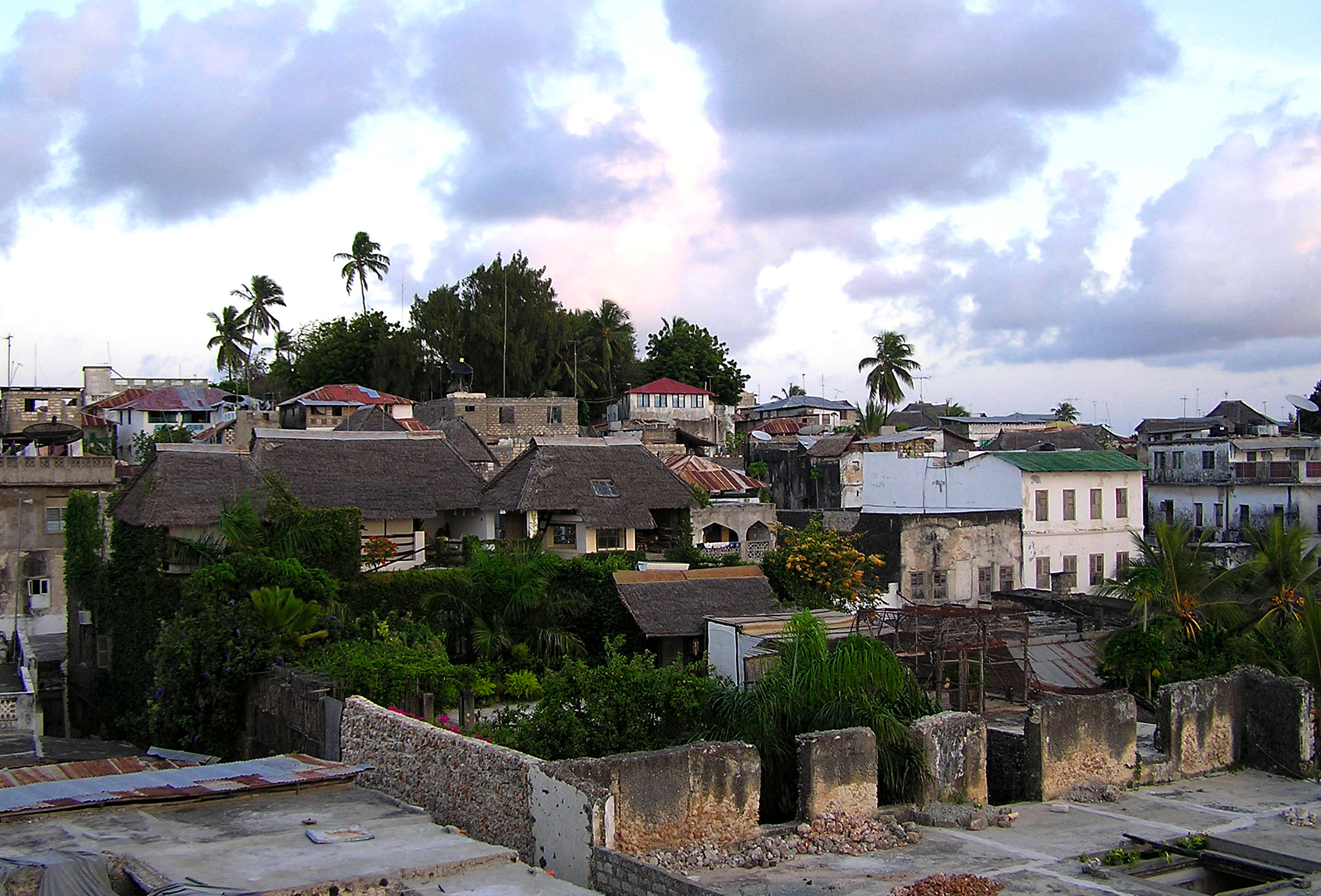
Vue de la ville de Lamu.
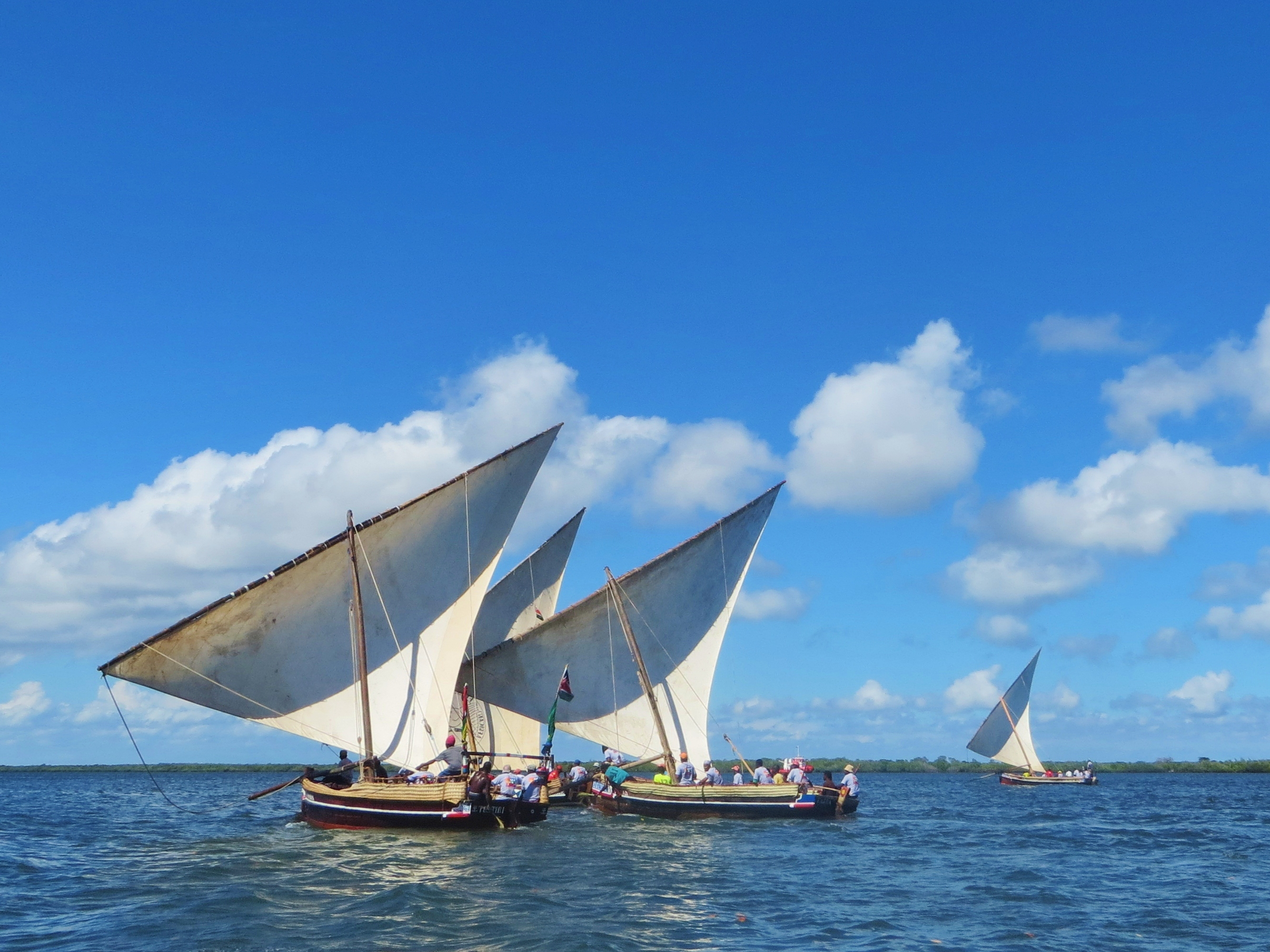
Course de boutres traditionnels devant Lamu.
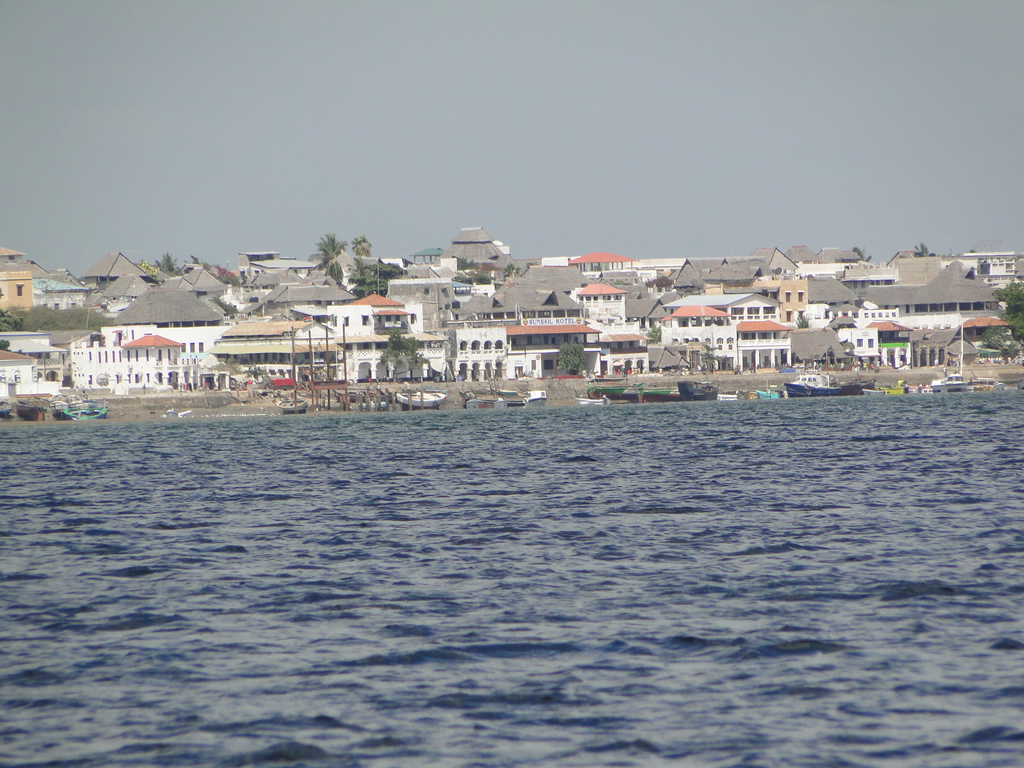
Lamu vue de la mer.
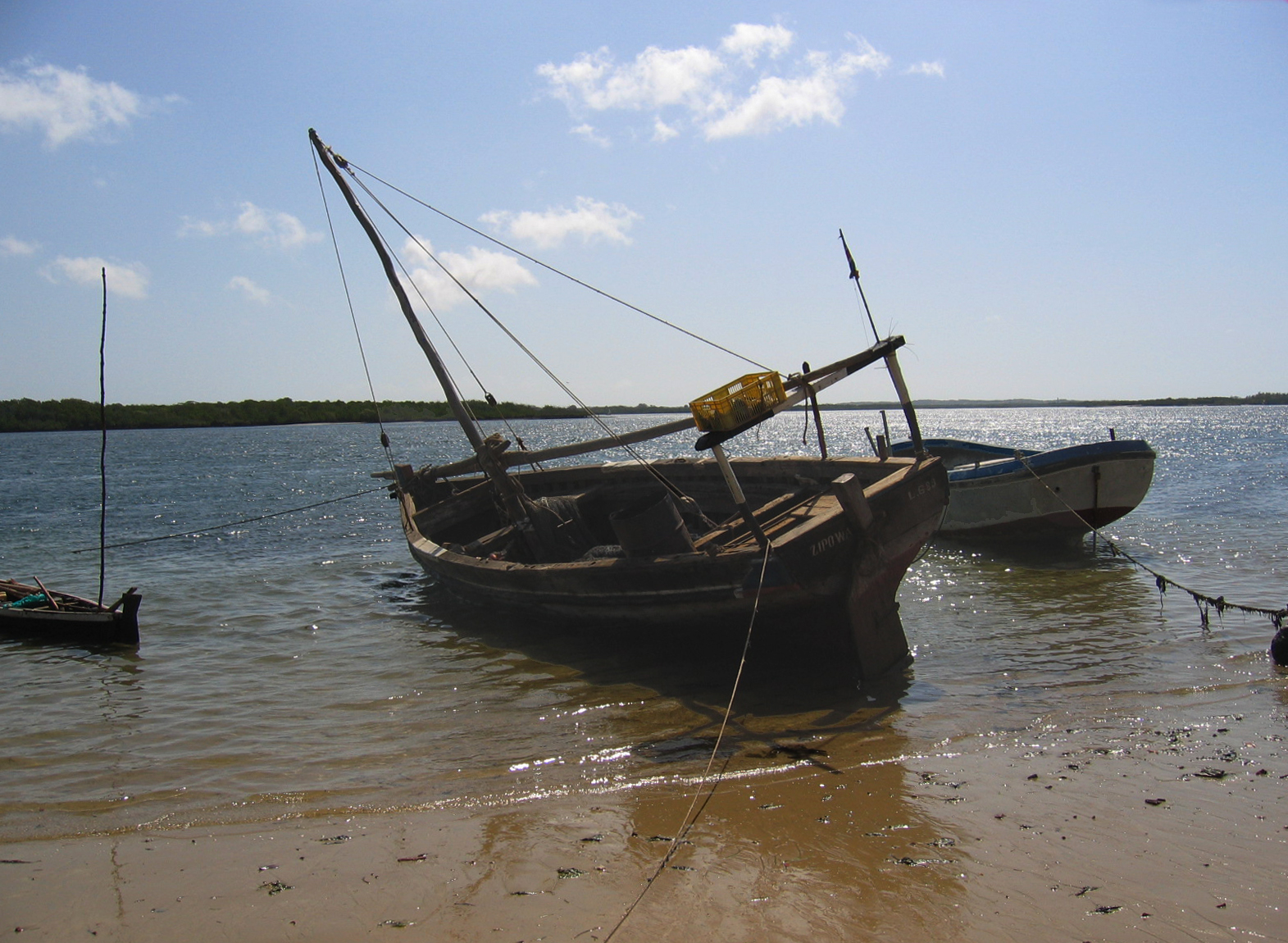
Un boutre de marins à marée basse.